# Rederijkers

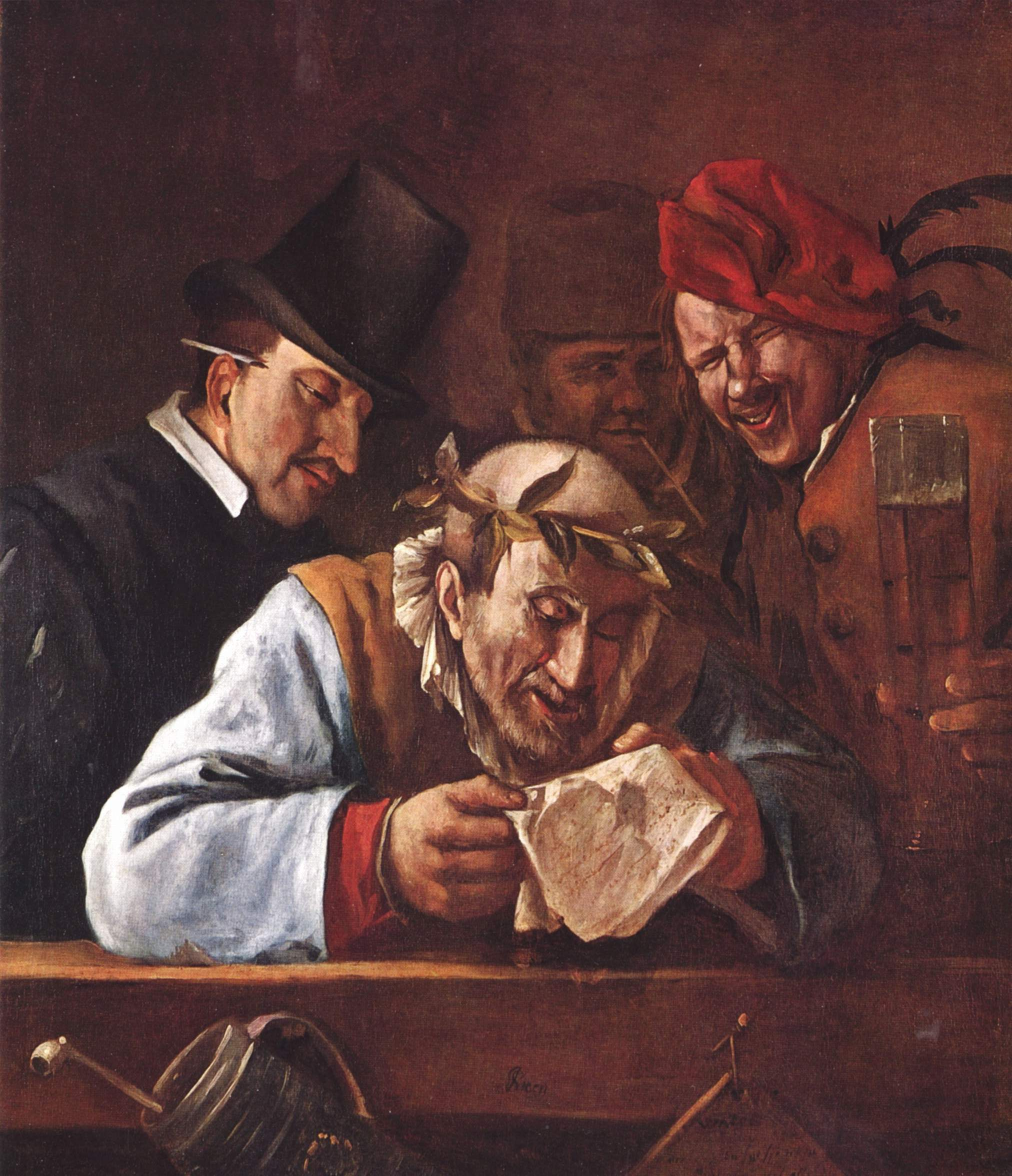
Der gekrönte Redner, von Jan Steen

Rederijkers ist eine niederländische Bezeichnung für die Mitglieder der Gilden der Dichter (niederländisch Rederijkerskamer: Redekammer), die es vor allem in Flandern und Holland gegeben hat. Sie waren von bürgerlicher und adeliger Abkunft, meist aus einer Stadt, und trafen sich regelmäßig, um einander Poesie vorzutragen.
Das Wort Rederijker stammt vom griechischen rhetorikos (= einer, der die Rhetorik betreibt) über das Französische rhétoriqueurs.

## Geschichte
Die ersten 'kamers' entstanden nach französischem Vorbild in Flandern im frühen 15. Jahrhundert. Zunächst waren ihre Mitglieder vor allem gebildete Bürger. Da aber die Kammern zur Pflege der Dichtkunst von den kulturliebenden Fürsten Burgunds sehr geschätzt und privilegiert wurden und so politischen Einfluss bekamen, traten bald auch Adlige bei. Den Boeck aus Brüssel ist wahrscheinlich die älteste. De Heilige Geest in Brügge wurde wahrscheinlich 1428 oder 1429 gegründet und scheint die erste vollwertige 'kamer' gewesen zu sein. In Gent wurden 1448 die Statuten von De Fonteine durch den Stadtrat gebilligt. Daneben entstanden schnell weitere rederijkerskamers: Sint-Barbara (vor 1458), Sint-Agnete (1469) und Mariën Theeren (1478) folgten. Die Spanier unterdrückten die Aktivitäten. Nach dem Fall von Antwerpen 1585 begann die Blüteperiode in Holland. In Dichterwettstreiten wurden nach strengen Regeln die Formen eingehalten: Neben der populären Ballade gab es das Rondo, das Kettengedicht und das Akrostichon.

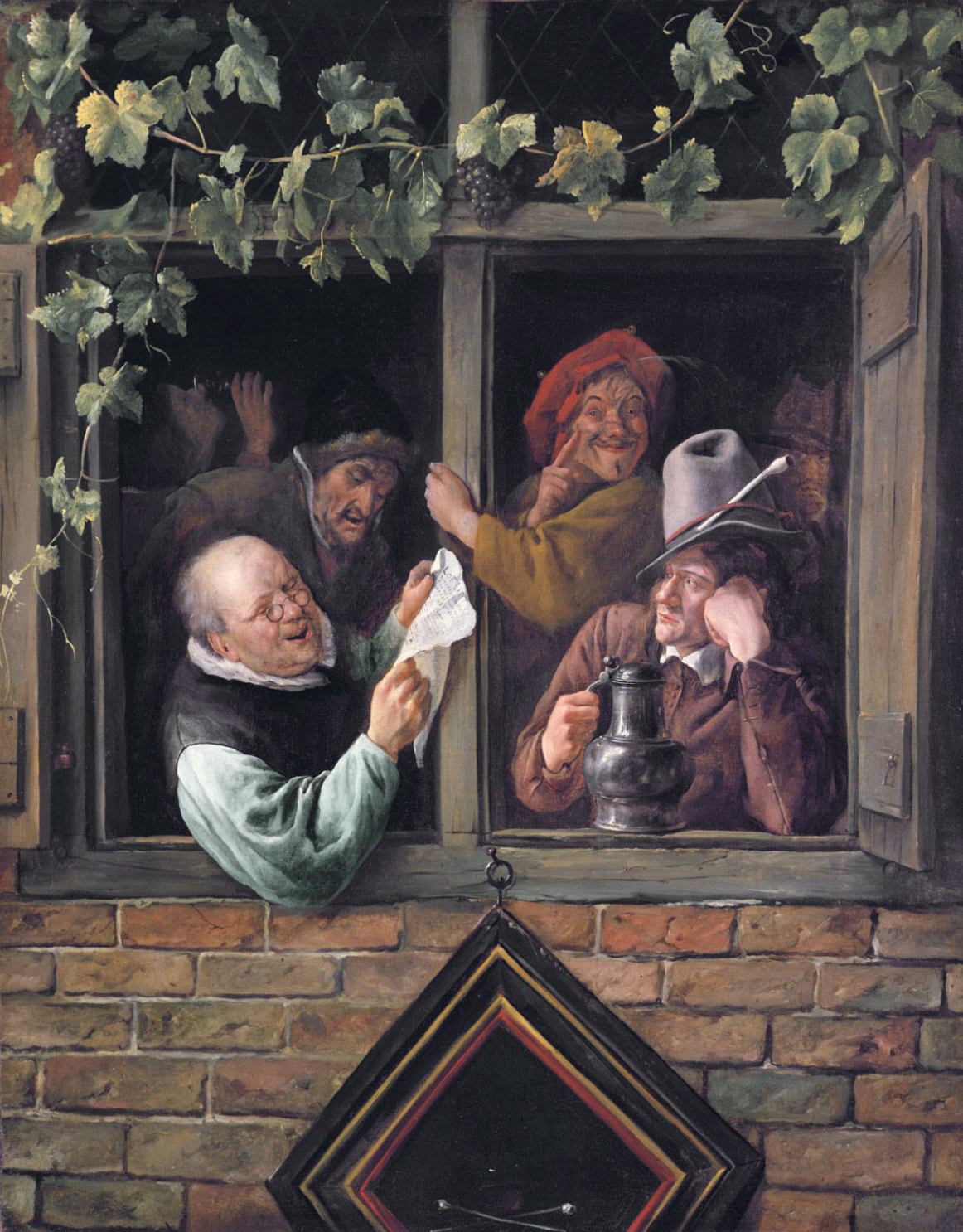
Steen, Rederijkers am Fenster

Diese 'kamers' beherrschten die niederländische Literatur vom 15. bis zum 16. Jahrhundert. Eine sehr bekannte Vertreterin war die Antwerpener Dichterin Anna Bijns. Möglicherweise war sie als Frau gar kein Mitglied.
Der Calvinismus bekämpfte diese weltlichen Vereine, ihre älteren Privilegien waren nichts mehr wert. Einige jetzt noch bestehende Dichtervereine in Belgien sehen sich bis heute als Fortsetzer der Rederijkerskamers.
Die wichtigsten Kammern hatten ihren Sitz in den Städten Brügge, Gent, Brüssel, Antwerpen, Leiden, Haarlem und Amsterdam. Zur dortigen Amsterdamer rederijkerskamer „De Eglantier“ gehörten die Protestanten Laurens Reael, Roemer Visscher und Dirck Volkertszoon Coornhert. Von ihnen spaltete sich die Nederduytsche Academie mit Samuel Coster ab.

## Struktur
Eine Rederijkerskamer stand unter der weltlichen Schirmherrschaft eines Fürsten oder Prinzen (prince), der Auftraggeber vieler Gedichte war. Wie jede Zunft hatte sie auch einen geistlichen Schutzheiligen. Die Kammer stand unter der Leitung eines Hauptmanns (niederl.: hoofdman), dem einige Dekane (dekens) zur Seite standen. Der Schatzmeister hieß fiscaal. Der wichtigste Dichter oder Regisseur hieß factor.

## Kunst
Die Rederijker produzierten in erster Linie Gelegenheitsdichtung zu Ehren oder zum Gedenken der Fürsten, Bürgermeister usw. Dazu kamen Lustspiele, die Kluchten, Dramen und Balladen für Feste und andere öffentliche Gelegenheiten.
Die Dichtung war oft moralisierend. Technische Fähigkeiten, sogar Virtuosität, waren gefragt. Die strikte Befolgung von Richtlinien für Reim und Versmaß artete oftmals in gekünstelte Reimerei und schwülstigen Sprachgebrauch aus. Daher wird die rederijkerskunst von Kunsthistorikern oft als zweitklassig eingestuft. Aber die Kammern waren auch ein Beitrag zur „Demokratisierung“ der niederländischen Literatur und ein Nährboden der Dichtung. Große niederländische Dichter wie Pieter C. Hooft und Joost van den Vondel waren Mitglied einer Rederijkerskamer.
Die niederländische Nationalhymne, das Wilhelmus, weist in der Form einige Merkmale eines Rederijkers-Gedichtes auf.

## Einzelbelege
1. ↑  Literatuurgeschiedenis.org